# 去纳粹化
非纳粹化（德語：Entnazifizierung），是同盟國為了清除纳粹主义在德国的影响而执行的轉型正義運動。
第二次世界大战期间，纳粹主义在社会、文化、出版、经济、司法和政治等方面皆造成了十分严重的影响。1945年德國二戰投降后，胜利的同盟國根据波茨坦协定，在当时的德国和奥地利进行去纳粹化运动。该运动依照民主化、非军事化和非纳粹化的三大精神準則执行。德国方面，盟国管制理事会在1946年1月柏林通过了数项去纳粹化命令，以藉此划分被审查人员在纳粹党执政时期的政治角色，并对之展开司法调查。

## 德国的情况
非纳粹化實際執行狀況并未依照波茨坦协定最初制订的原計劃施行，僅在各个占领区分别执行，執行强度和流程也各有差異。
部分地区初期曾出现大规模拘捕的情况。单是西德的3个占领区里就有高达182,000人被抓，但直到1947年1月1日当中有86,000人被释放，直到1947年被拘捕的人数如下：
- 英占区 64,500人（释放 34,000人=53%）
- 美占区 95,250人（释放 44,244人=46%）
- 法占区 18,963人（释放  8,040人=42%）
- 苏佔区 67,179人（释放  8,214人=12%）

1946年3月5日美占区内3州的内务部长在慕尼黑的市政大堂签署了《消除纳粹主义和军国主义法》（Gesetz zur Befreiung von Nationalsozialismus und Militarismus）。“克里将军以麦克内利将军的名义宣布了美国盟国军事占领当局对此的批准”。5月13日第1个去纳粹化法庭（Spruchkammer）在美国占领军当局的准许下正式执行此法。
西德共有5,025宗审判，806宗判为死刑，其中486例被执行。

### 美占区
起初美国在自己的辖区内实施的非纳粹化井然有序，但也流露出了官僚主义的弊端。当时成立了545个受到美国占领军监督的去纳粹化法院，即Spruchkammern，这些法院一共审理了超过900,000宗案件。 
每个德国成年人需要填写一张由美军设计的问卷，上有131个问题，以此来划分填表人的身分：「主犯」（Hauptschuldige）、「从犯」（Belastete）、「轻从犯」（Minderbelastete）、「随大流者」（Mitläufer）和「无罪」（Entlastete）。划分的基础是1946年4月1日实施的《解除纳粹主义和军国主义第104号法》（Gesetz Nr. 104 zur Befreiung von Nationalsozialismus und Militarismus），也正是通过该法，德国当局被委托实际执行非纳粹化运动，德国政治家巴登-符腾堡州非纳粹化部长高特乐宝·卡姆是执行这项任务的负责人。 
一个例子：曾是纳粹党员的喜剧演员伟斯·费尔德于1946年10月在慕尼黑被非纳粹化清算，他被归入随大流者并支付了2,000帝国马克的罚款。他证明自己在1935年起已经和纳粹当局有摩擦并且受到当局警告，宣传部长戈培尔甚至亲自警告他、要他立刻停止他关于党的“愚蠢的笑话”。他从没呼过“希特勒万岁”。他在1933年唱的毗连韵：“再也听不到萨克斯风，没人再跳伦巴、查尔斯顿舞。伴着爵士和黑人舞蹈前进，已不再被视作疯颠。老调重弹、辉煌的进行曲、德国民歌，我们都想再次听到：一体化，一体化。”，但他1940年都忘了。
1948年美方因冷战爆发，非纳粹化热情明显下降，为了尽快结束非纳粹化运动，美方采取了很多仓促的措施，导致了很多有问题的审判结果（如非纳粹化证明，和131er）。

### 苏佔区 （SBZ）
苏佔区的非纳粹化与苏联的社会主义重建密切相关，并且是以最快的速度进行。
政府部门中的纳粹党骨干及其相关组织成员遭到清算，有的甚至被送入特别营房。苏占区的非纳粹化直接由苏联特务机构内务人民委员部负责监督执行。苏占区的非纳粹化过程中有大约42,000人死亡，当中还带着斯大林主义的影子，一些新政府的批评者、社会民主党人（其中后者被指出有相当一部分在希特勒上台后逐步沦为纳粹党的合作者）受到迫害。1948年起特别营房归莫斯科监狱主管部古拉格（Gulag）管理。
纳粹残余分子看到了西德对待纳粹的环境要宽松得多。他们认为脱身的最好方式，莫过于逃往西德以反共为由得以身免，而这在东德是不可能的。后来在苏占区的前纳粹政府公务员很多就是当时受调查的对象，并且苏联人认为不论目的，只要加入過纳粹党，就已經算是犯罪。
东德也有一些在纳粹倒台后仕途顺畅的人的例子——但是相比起西德，机会要少得多。
并且因受到马克思主义影响，苏占区的非纳粹化运动更侧重于从根本上铲除纳粹政权及军国主义的主要支持者：容克贵族阶层。其主要方式是通过土地国有化，以及把容克贵族的主要聚居区东普鲁士的大部分割让给波兰并通过波兰政府对割让领土内的德国人进行驱逐来完成。

### 法国和英国占领区
法国和英国则在其辖区内实行比美国平静得多的非纳粹化运动，范围也有限，其主要精力集中在如何更替上层组织方面。
英国的划分系统分为1－5级；3－5（轻罪）会送交非纳粹化委员会审理，委员会是英国在1946年从德国政党（如SPD）成员中进行抽选后组织而成。该组织的决议基本不会受到阻挠，因为1－2级（重罪）并非在该地区进行审理。

## 奧地利的情况
1945年临时政府通过《禁止与战争犯法》，规定纳粹党及其相关组织都被禁止和取缔，凡是在1933年到1945年曾参加纳粹党或相关的组织如SS或SA的人都要接受登记，並无权参加1945年的立法机关选举。
1946年附加条款中，这些罪犯依輕重程度分为三級：
- 战争犯
- 从犯
- 轻从犯

与德国不一样，奥地利被定为首两级者并不会被送交盟军，僅由奥地利裁決，执行实体为人民法院，其中判有43宗死刑（30例被执行），也有被判长期监禁。137,000宗案件共有23,000例被判决。 
大部分罪犯被易科罰金释放，無选举权或就業權。由於許多罪犯具有特殊技能，有助於奥地利戰後重建，因此两大執政党人民黨和社會民主黨游说占领国鬆綁法規限制。
1945年罪犯仍無选举權，但由於人數眾多，各政黨都想爭取這50万選票好贏得1949年第二次选举。
因此1955年人民法院被奥地利国家条约所废除。日后相关法律将由正式的刑事陪审法庭处理。

## 其他國家
實際上，去納粹化不僅限於德國和奧地利。幾個擁有濃厚的納粹主義或法西斯主義政黨的歐洲國家也採取了去納粹化措施。此過程在法國被稱為法律清洗。被關押在盟軍國家戰俘在被遣返回原籍國之前也符合去納粹化資格。
包括比利時、挪威、希臘和南斯拉夫在內的原納粹德國佔領下的許多國家也實行了去納粹化。這是因為在當地合作者的支持下，這些國家建立了衛星國政權。
例如，希臘在1945年後設立了「合作者特別法庭」，以審判原合作者。三位希臘的「吉斯林」總理遭定罪，被判處死刑或終身監禁。德國撤軍後，希臘的其他合作者除了受到審判（主要是叛國罪指控）外，還遭受了鎮壓和公開羞辱。然而，在希臘內戰的背景下，來自公務員、希臘憲兵隊和臭名昭著的安全營的大多數戰時人物都在戰後迅速被持強烈的反共傾向的派系吸納。
2005年初，整個歐盟禁止納粹標誌的嘗試因為英國政府和其他國家的反對失敗了。2007年初，擔任歐盟輪值主席國的德國提議歐盟應遵循德國刑法，將否認納粹大屠殺和展示納粹標誌定為刑事犯罪，該標誌違反了《禁止違憲組織標誌法》（德國刑法第86條第一款）。這導致了歐洲各地印度教團體反對禁止納粹標誌的運動。他們指出，作為和平的象徵，卐字已經存在了5000年。2007年1月29日，德國政府從擬議的歐盟範圍的反種族主義法律中刪除了禁止卐字的提案。

### 21世纪的術語濫用
2022年2月24日，俄羅斯總統弗拉基米爾·普京以「去軍事化」和「去納粹化」為藉口，發動了對烏克蘭的全面侵略，且不承認其為戰爭，而是將其稱為「特別軍事行動」。俄罗斯军方声称要歼灭乌克兰境内的“新纳粹主义”势力，其中包括亚速营。雖然亞速營的一些成員公開宣揚新納粹主義個人觀點，但維亞切斯拉夫·利哈喬夫指出，內部只有少數戰士信奉新納粹主義，反之，亞速營戰士中甚至還有「左翼反法西斯意識形態」的支持者和猶太人，顯示成員觀點多元的特徵。
亞速營的領導層和烏克蘭政府官員均否認該組織縱容任何新納粹或種族主義的信仰。不少分析人士認為俄羅斯所聲稱的「去納粹化」本質上是試圖合理化入侵行徑。尤其在俄軍入侵之後，烏克蘭總統弗拉基米尔·泽连斯基立即對俄羅斯的說法作出反駁：他指出俄羅斯的說法十分荒謬，烏克蘭曾在反納粹鬥爭中失去800萬公民，不可能支持納粹主義，而澤倫斯基本人亦是猶太人，他說自己的身份就不可能符合納粹資格。這種說法還導致重大外交風波，2022年5月2日，俄羅斯外長拉夫羅夫被以色列官方強烈批評散播希特拉具有猶太人血統的謠言，企圖以此合理化俄方對猶太裔混血的烏克蘭總統澤連斯基奉行新納粹主義的邏輯矛盾，以色列外長亞伊爾·拉皮德譴責拉夫羅夫的辯解手法嚴重錯誤，反倒成為是對猶太人最下流的種族歧視。為了修復俄以關係，普京甚至因此罕見地親自向以色列尋求原諒，並表示將收回該言論，儘管克宮方面隨後將此致歉消息低調處理。
在學界方面，美國大屠殺紀念博物館和以色列猶太大屠殺紀念館譴責普京濫用納粹大屠殺歷史。歷史學家提摩希·D·史奈德在分析俄羅斯宣傳文章《俄羅斯應該如何處理烏克蘭》時指出，俄羅斯政權使用「納粹」和「去納粹化」等詞做政治宣傳，與這些詞的學術正確使用，沒有直接聯繫。數百位研究種族滅絕、大屠殺和二戰的歷史學者聯署發表公開信，強調他們強烈反對俄羅斯濫用種族滅絕一詞、反對將納粹與大屠殺的記憶跟烏克蘭政府劃上等號，對納粹的分析已經公認並有充分討論，不能接受被曲解。烏克蘭存在右翼分子不能證明俄羅斯對烏克蘭國土的侵略是正當的。「這種言論是錯誤的，除了在道德上令人反感，對數百萬納粹受害者、以及那些勇敢地與之對抗的蘇聯紅軍與烏克蘭士兵的記憶更是極其冒犯」。許多納粹親歷者也表態狀況根本完全不同。
與普京的聲稱相對的，有分析人士認為俄羅斯的軍事行動更具備納粹主義和法西斯主義特徵，極右翼思維不但早就長期存在於俄羅斯，政治分析家斯坦尼斯拉夫·别尔科夫斯基也认为，俄罗斯普京政权所奉行的“俄西斯主义”将自身伪装成反法西斯主义，但却有法西斯主义的面目和本质。政治学家安德烈·皮翁特科夫斯基更是认为，俄西斯主义的意识形态与纳粹主义相似，而普京的讲话反映了与阿道夫·希特勒相似的思想。在這次戰爭中，俄軍轟炸了基輔的納粹屠殺猶太遺址娘子谷和設於該地的紀念館，有研究指俄羅斯在烏克蘭的作戰軍力，包括莫斯科支持的分離份子，以及瓦格納集團，「幾乎肯定與極右翼組織有關係」，其中一個激進組織已被美國認定為恐怖組織。

## 参看
- 反法西斯主義
- 去斯大林化
- 德国抵抗运动
- 淨化政策
- 摩根索計劃
- 纽伦堡审判
- 轉型正義
- 去共化
- 德国的集体罪責

## 文献
- Frei, Norbert: Vergangenheitspolitik. Die Anfänge der Bundesrepublik und die NS-Vergangenheit, München 1996, ISBN 3-423-30720-X

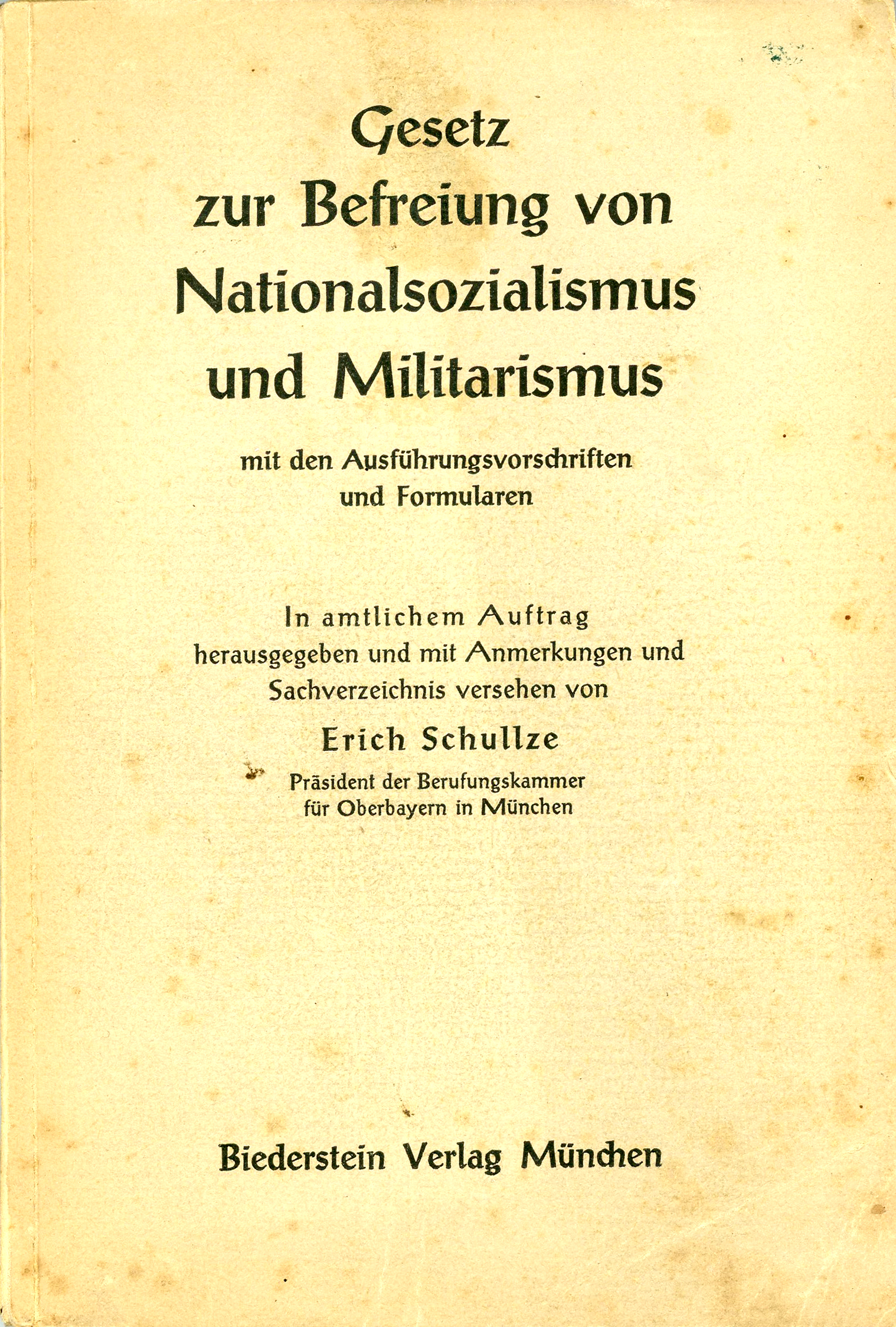
非纳粹化法

反納粹標誌

- Kamm, Bertold/Mayer, Wolfgang: Der Befreiungsminister - Gottlob Kamm und die Entnazifizierung in Württemberg-Baden, Silberburg Verlag/Tübingen 2005, 250頁, ISBN 3-87407-655-5.
- Longerich, Peter: Davon haben wir nichts gewusst! Die Deutschen und die Judenverfolgung 1933-1945. Siedler Verlag, München 2006. ISBN 3-88680-843-2,  448頁. 書評見於 perlentaucher.de （页面存档备份，存于）.
- Niethammer, Lutz: Die Mitläuferfabrik. Die Entnazifizierung am Beispiel Bayerns, 2. Aufl., Bonn 1982, ISBN 3-8012-0082-5
- Schuster, Armin: Die Entnazifizierung in Hessen 1945-1954. Vergangenheitspolitik in der Nachkriegszeit, (Veröffentlichungen der Historischen Kommission für Nassau, 66), (Vorgeschichte und Geschichte des Parlamentarismus in Hessen, 29), Wiesbaden: Historische Kommission für Nassau 1999, X, 438頁, ISBN 3-930221-06-3.
- Vollnhals, Clemens (Hrsg.), Entnazifizierung. Politische Säuberung und Rehabilitierung in den vier Besatzungszonen 1945- 1949, München 1991.
- Weinke, Annette: Die Verfolgung von NS-Tätern im geteilten Deutschland, Paderborn 2002.
- Wille, Manfred: Entnazifizierung in der Sowjetischen Besatzungszone Deutschlands 1945-48, Magdeburg 1993.